# 海軍咖哩

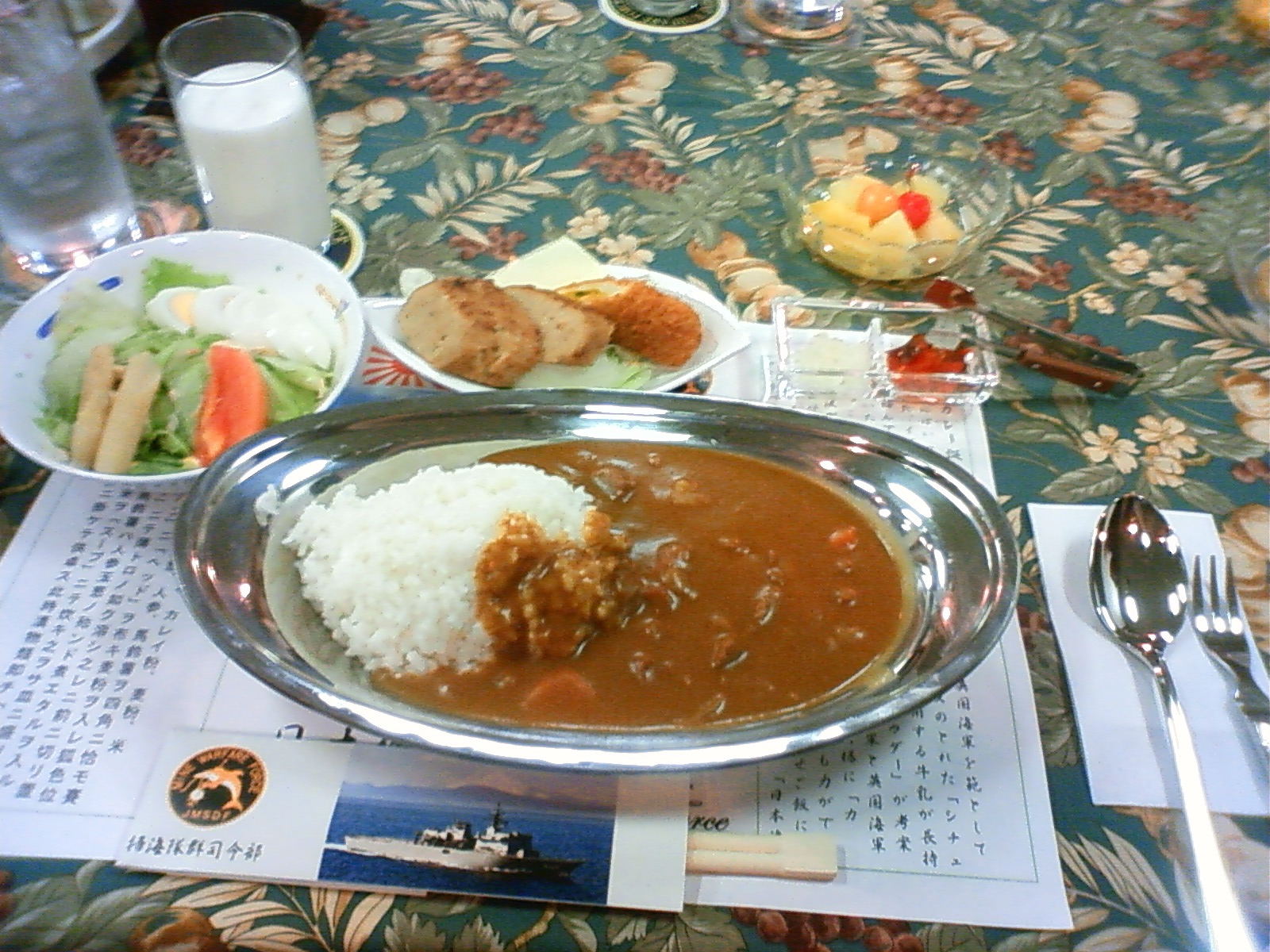
海上自衛隊浦賀號佈雷艦上供應的海軍咖喱

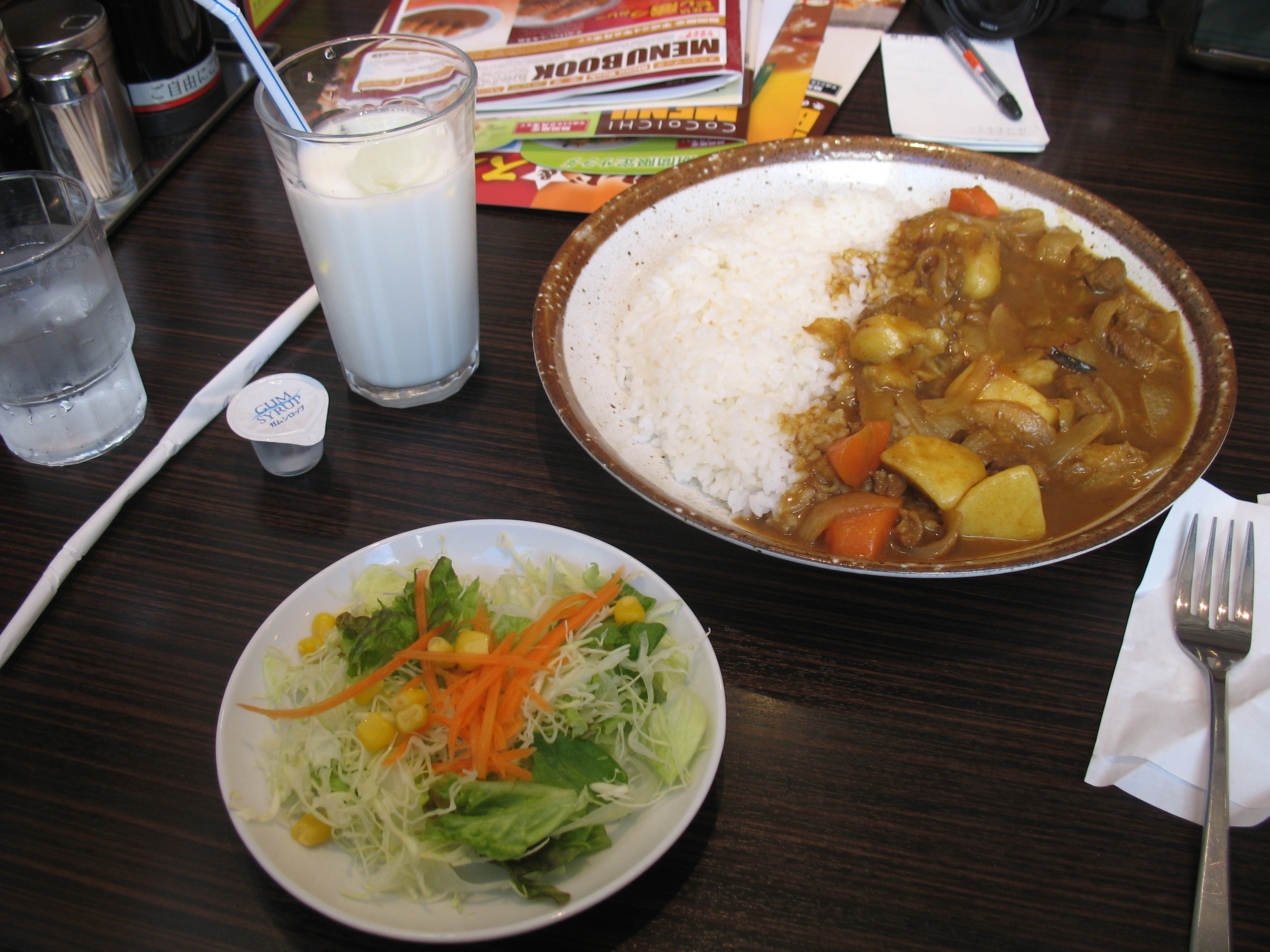
牛肉海軍咖喱（横須賀CoCo壹番屋）

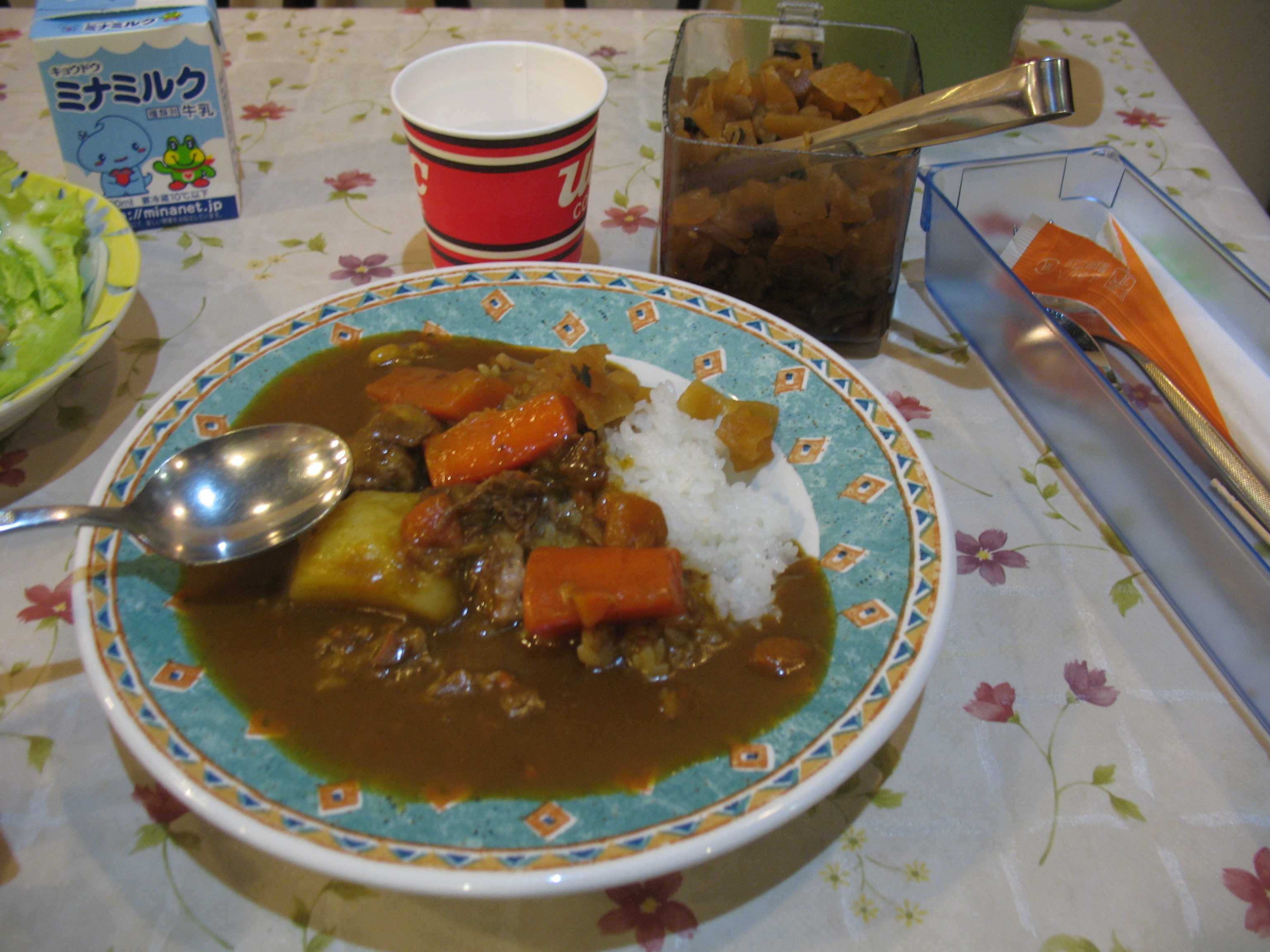
海軍咖喱（横須賀Wood Island）

海軍咖喱（日语：／ Kaigun Karē），今称海自咖喱，是一種起源於大日本帝國海軍的日式咖喱飯，特徴是在咖喱內加上炒過的麵粉製成餬來使用，一般人所說的日式咖喱比較早出現，是在1872年左右從英國咖哩發展的，虽也大多是指與海軍咖喱相似的這種，不過更適合大眾的口味，海軍咖喱为了在船上吃会做比较粘稠。這種咖哩在一戰前被引入海軍發展，而至今繼承到海上自衛隊的咖喱飯，改叫海上自衛隊咖喱，另外一个重要的特色在於各船艦放料时會製作自己菜谱的獨特秘方，据指挥部统计，截至2020年，总共有64种做法。在禮拜五固定發放，成為一種配菜（Side Dish），经常搭配出场的还有沙律、牛奶及水煮蛋等，以照顧艦內乘組員的營養需要。

## 歷史
日本在江户時代後期至明治開始引入西洋的飲食文化，而咖喱就是其中一種。這時以印度作為殖民地統治的英國皇家海軍，因用以製作蔬菜燉肉（Stew）的牛奶不能長時間保存，所以使用可作長期保存的香辛料咖喱粉代替牛奶加入燉牛肉之中，並配以麵包作為糧食。當時大日本帝國海軍以稻米為主食，因缺乏維他命B而腳氣病頻發更導致不少軍人病死，而因缺乏固定廚房而採用麵包作主糧的陸軍則完全無此問題。為防止該問題惡化，海軍軍醫高木兼寬參考同盟國英國的做法，試圖改善軍中的伙食。
然而，日本人並不習慣進食蔬菜燉肉與麵包，因此在咖喱味的蔬菜燉肉內加上小麥粉製成糊狀，再配上米飯後，日本海軍的咖喱飯從此誕生，但海軍咖喱與印度風味的咖哩完全不同。除了加上小麥粉製成糊以外亦加入其他配料，而糊狀的咖喱就算在搖動的船上也不須擔心會濺出食具，再加上日本米可說是絕妙的配搭。雖然英國方面也是將咖喱加上米飯再配上麵包供軍隊食用，可是他們使用的是原本的道地印度咖喱。
而在日俄戰爭時期，主要在農家出身的日軍士兵為了可以吃到白米而進入海軍的横須賀鎮守府，咖喱飯在製作上雖然簡單，但將肉類及蔬菜的營養均衡搭配得很好，因此海軍方面將這個做法收錄在1908年發行的海軍割烹術參考書中使其得以普及，後來更成功消除海軍腳氣病的問題。自此以後的第一次世界大戰中，海軍與陸軍致力將其普及。
咖喱飯所使用的材料只需將調味料改為醬油及砂糖，就可煮成日式馬鈴薯燉肉。以補給層面來說十分方便，也成為在軍隊伙食中普及的理由。使用的肉料原本是牛肉，但在第二次世界大戰因糧食供應缺乏的原因而改為豬肉。
現在的海上自衛隊部署人員經常於毎週五吃咖喱飯。長時間在海上執勤會令人失去對天數的感覺，定期吃咖喱飯便可讓士兵有規律性地悉知週數，而主计兵（炊事員）也會出盡功夫，為製作正宗的咖喱而努力。以前為毎週六提供、為下午開始的上陸及外出（所謂的半Don，即半天工作）作準備，這也簡化及確保了不上陸人員對煮食材料補給及食具的處理。

## 現在的海軍咖喱
現在海上自衛隊所吃的總括來說稱為「海上自衛隊咖喱（日语：海上自衛隊カレー╱かいじょうじえいたいカレー）」。現在，由於各艦艇及部署均傳承著擁有自家特色的秘傳烹調方法，所以在製作上各艦艇及部署各有不同，並不存在統一的味道或烹調方法。這些出品會被稱為「XXX超級咖喱（日语：XXXスーパーカレー）」（XXX為艦艇編號等）。2008年1月1日開始，於海上自衛隊網站的「海上自衛隊菜譜頁（日语：海上自衛隊レシピページ）」上，記載及公開咖喱飯等海上自衛隊引以自豪的料理菜譜。為了能補充咖喱飯內不能足夠提供的鈣質及葉酸，因此在餐內會提供牛奶補充鈣質、而沙律則補充葉酸、另外亦有補充蛋白質的蛋類、維他命C的水果等，而將營養学概念加到餐單內是海上自衛隊的通例。
護衛艦內設有優良的冷凍儲存設備，因此食物材料能維持與一般洋食店（日式西餐廳）同等甚至更高的保鮮程度。海上自衛隊的咖喱，可以說是色、香、味及份量俱全。亦可以說「比一般洋食屋的咖喱還要好」。海上自衛隊咖喱於各部隊、各艦艇中皆有獨特的秘方，包括紅酒、美祿、煮熟的紅豆、即溶咖啡、可口可樂、巧克力、藍莓醬等各式各樣。
因為自衛隊艦隊內的自衛官可以自行決定的咖喱飯的味道，所以皆會要求自己所屬艦隻供應美味的成品，就這樣各艦隊均會盡展本領烹調比別人更好的獨特咖喱飯。多數護衛艦的咖喱飯除福神漬外並不會配上其他東西，而潛艦的咖喱飯則會配搭沙拉、蛋類、火腿等‌副食。
護衛艦於母港時，通常會連同幾隻護衛艦作一般開放，民眾會到這裏見識各艦引以自豪的限定咖喱，並且參加他們的咖喱大會。

## 原裝食譜
以下為海軍割烹術参考書中記載的原裝食譜：
材料
牛肉（或雞肉）、紅蘿蔔、洋葱、馬鈴薯、鹽、咖喱粉、小麥粉、牛脂、米、湯、甜酸醬等的漬物
製作方法
1. 首先磨米。
2. 將肉、洋蔥、紅蘿蔔、馬鈴薯切成骰子般大小。
3. 將牛脂平均塗在平底鍋內再加上小麥粉微煎，待變成狐色（淺褐色）後再加上咖喱粉，將湯加在較稀的湯內調節濃度。
4. 將肉和蔬菜放在一起炒製，之前轉用小火來煮。馬鈴薯在洋蔥和紅蘿蔔差不多煮熟後加入。
5. 之前準備好的米使用湯來煮。煮好後盛在碟子上。
6. 煮好的咖喱用鹽來調味，盛在碟子後可供享用。
7. 享用時可加上「甜酸醬」等的漬物。

原文：
註：煮飯及製作糊所使用的「湯」在原文中並沒有記述，但是一般推測為使用牛骨牛尾、鶏肋等加上蔬菜來煮再過濾製成（簡易清湯）。

## 横須賀的海軍咖喱
以前為海軍設置的橫須賀鎮守府，現在則是海上自衛隊的基地的神奈川縣橫須賀市，於現時已發表「咖喱街（日语：カレーの街╱カレーのがい）」的宣言，將使用海軍割烹術參考書作為菜譜的店舖認定並稱為「橫須賀海軍咖喱（日语：よこすか海軍カレー╱よこすかかいぐんカレー）」，另外於橫須賀市的網站中設置了「橫須賀海軍咖喱」的網頁並使用原創角色「Sucurry（日语：スカレーちゃん）」，並與京濱急行電鐵協辦吸引人們前往咖喱街作振興的宣傳活動。就因使用了日本海軍橫須賀鎮守府的海軍咖喱，橫須賀市的咖喱飯就在橫須賀開始擴展到日本全國。
在橫須賀市以外也有混合煎過的小麥粉的咖喱粉在市面售賣，所以就算在家中也很容易製作。横須賀海軍咖喱原則上，會將咖喱飯、沙律及牛奶一起提供。
2010年8月，『橫須賀海軍咖喱』的衍生作品『健康海軍咖喱（日语：すこやか軍艦カレー／すこやかぐんかんカレー）』於橫須賀市內開始售賣。